# Sterling Shepard
Sterling Shepard (Oklahoma City, Oklahoma, 10 de febrero de 1993) apodado Shep, es un jugador profesional estadounidense de fútbol americano que se desempeña en la posición de wide receiver en New York Giants, equipo de la National Football League (NFL).

## Carrera
Fue seleccionado en la segunda ronda en la Reunión Anual de Selección de Jugadores de la NFL de 2016. Hizo su debut profesional con el equipo New York Giants, donde lleva jugando ocho temporadas.